# Diego Ibarra
Diego Ibarra y Rodríguez del Toro (Guacara, febrero de 1798 - Caracas, 29 de mayo de 1852) fue un general del Ejército de Venezuela en la Guerra de Independencia y primer edecán del Libertador Simón Bolívar.

## Origen
Hijo de Vicente Isidro Ibarra Galindo y de Ana Teresa Rodríguez del Toro e Ibarra, por lo que era hermano del general Andrés Ibarra y sobrino de los próceres Francisco Rodríguez del Toro (marqués del Toro), Fernando Rodríguez del Toro y Juan Rodríguez del Toro.

## Primeras acciones militares
En 1813, con apenas 15 años de edad, se desempeña como Edecán del coronel Ramón García de Sena y participa en el combate de Cerritos Blancos, cerca de Barquisimeto (13 septiembre) y en la Batalla de Araure (5 diciembre). En 1814 asiste al sitio de Barinas, combate en Sitio de San Mateo (febrero y marzo), en la Primera Batalla de Carabobo (28 mayo) y en la Segunda Batalla de La Puerta (15 junio). Figura entre los defensores en el Asedio de Cartagena de Indias (1815). Antes de que la ciudad cayera, emigra a Jamaica. En esta isla se encuentran la mayoría de los patriotas venezolanos, entre ellos Simón Bolívar, quien planifica invadir Venezuela. En Haití, Ibarra se incorpora a la Expedición de Los Cayos (1816) ya con el grado de Teniente y Edecán del Libertador. A fines de 1816 obtiene el grado de Capitán y se encuentra entre los defensores de la Casa Fuerte de Barcelona (7 de abril). Cuando cae esta ciudad se va al sur y se une a las fuerzas patriotas en los llanos. En 1818 participa en las acciones de Calabozo, El Sombrero y otras. Es uno de los que participa en la campaña libertadora de Nueva Granada (1819), y tiene destacada actuación en la Batalla de Pantano de Vargas (25 julio) y en la Batalla de Boyacá (7 agosto).

## Campaña del sur
En 1821, después del triunfo en la batalla de Carabobo asciende a coronel y se le otorga la Orden de los Libertadores de Venezuela. Bolívar lo destina al sur de Colombia bajo las órdenes del general Antonio José de Sucre donde combate en la Batalla de Pichincha. En 1823 Bolívar lo envía a Venezuela con la orden de formar un cuerpo de reserva de 4000 hombres para reforzar al ejército libertador en el Perú. A su paso por Bogotá se casa con Mercedes Mutis y ambos siguen hacia Venezuela. Ibarra logra cumplir el encargo de Bolívar, pero un accidente al caerse de un caballo le impide viajar y se queda en Caracas.

## Después de la guerra de Independencia
En 1825 Diego Ibarra es designado comandante militar de La Guaira. En 1826, en ausencia, el gobierno del Perú lo asciende a General de Brigada. Cuando estalla en Valencia el movimiento separatista conocido como La Cosiata, Ibarra, en compañía de Diego Bautista Urbaneja sale de Caracas hacia Lima para informar al Libertador de lo que sucedía en Venezuela. Mientras ellos viajan por mar, ya Bolívar venía de regreso por tierra. Enterado en Guayaquil, Ibarra regresa a Venezuela donde José Antonio Páez lo asciende a General de Brigada del Ejército grancolombiano. Bolívar ratifica el rango en enero de 1827. En julio de ese año es designado comandante militar de Puerto Cabello. A principios de 1829, viendo que en Venezuela se pretende desconocer la autoridad de Bolívar y separarse de la unión, Ibarra decide ir a Bogotá a ponerse a las órdenes del Libertador.

En 1830, cuando el Libertador renuncia e inicia su viaje al norte (que concluirá con su muerte en Santa Marta), Ibarra regresa a Venezuela; pero como es un consumado bolivariano, comienza a recibir ataques de la oligarquía que se ha hecho con el poder en Venezuela. En virtud de ello Ibarra decide exilarse a Curazao. En 1833 regresa al país donde se le restauran sus grados militares. En 1835 es uno de los oficiales bolivarianos que deponen al presidente José María Vargas en la Revolución de las Reformas y ordena el arresto del ministro de guerra y marina Francisco Conde. Su participación en esta asonada fracasada le conlleva nuevamente el exilio y la pérdida de sus grados militares. En 1841, su hermano Vicente Ibarra intercede por él ante el Congreso y se le permite regresar mientras se estudia la posibilidad de rehabilitarle todos sus grados y pensiones. En 1842 ante el retorno de los restos de Simón Bolívar, Diego Ibarra insiste enérgicamente que él debe ser uno de los que acompañe al Libertador en el cortejo fúnebre. Ello, por haber sido su Primer Edecán durante muchos años. Se le niega su petición alegándose que no detenta grado militar, ante lo cual Ibarra apela a su condición de General de Brigada del ejército del Perú. Ante este argumento, las autoridades aceptan su participación en la comitiva oficial.

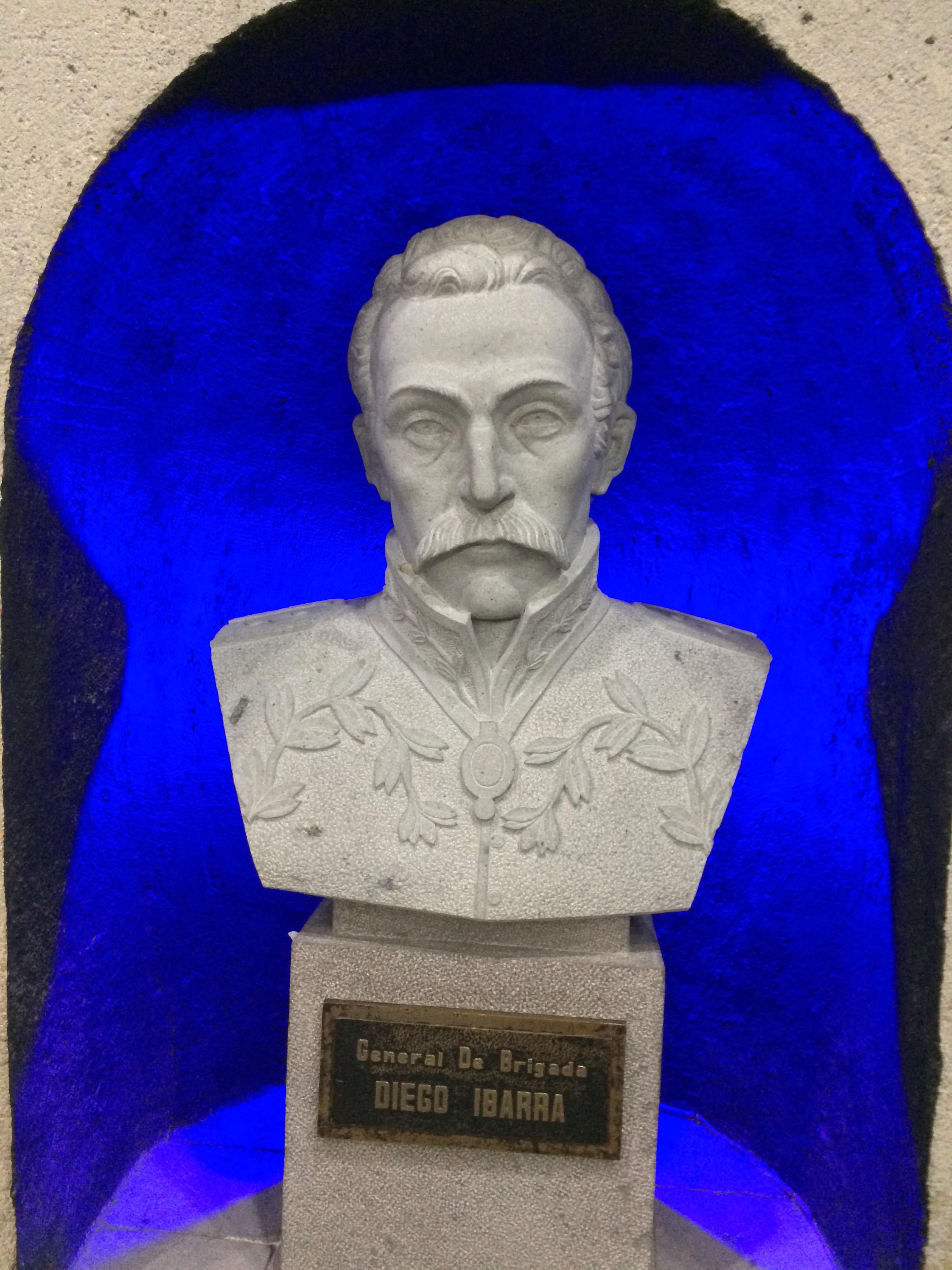
Busto en el Templo de la Patria en Quito.

Junto con Antonio Leocadio Guzmán y Tomás Lander será uno de los cofundadores del Partido Liberal. En 1845 su rango militar y su pensión le son rehabilitados y, bajo el mando del Presidente José Tadeo Monagas, ocupa en 1848 la titularidad del Despacho de Guerra y Marina, realizando la campaña pacificadora de ese mismo año. El año siguiente será ascendido a General de División. En 1850 solicita su retiro del servicio activo, el cual se le concede. Pasa sus últimos años atendiendo a su hogar, en compañía de su esposa e hijos. Muere en Caracas en mayo de 1852. Pocos meses después, sus restos son llevados al Panteón Nacional. 

En 1828, en Bucaramanga, Simón Bolívar dio el siguiente testimonio de Diego Ibarra a Luis Perú de Lacroix:
«Si no hubiera sido mi pariente estaría ahora de General en Jefe como otros que quizás han hecho menos que él. Hubiera entonces premiado sus largos servicios, su valor, su constancia a toda prueba, su fidelidad, su patriotismo, su consagración tan decidida y hasta la estrecha amistad y la alta estimación que siempre he tenido para él».